# Esteban Bocaranda
Esteban José Bocaranda Bravo (Cabimas, Zulia, Venezuela; 6 de julio de 1958-Maracay, Aragua; 5 de octubre de 2020) fue un abogado y político venezolano, alcalde del municipio Tovar en el estado Aragua.

## Biografía
Nació en la ciudad de Cabimas en el seno de una familia humilde del Estado Zulia. 
Tras mudarse a la ciudad Maracay cuando era muy joven, se interesó en la política y pasó a formar parte de la Juventud del Partido Copei conocida como "los Chamos Verdes". A finales de los años setenta, por presuntas disputas entre grupos radicales sufrió una lesión en el cuello que le dejó la cabeza parcialmente caída hacia el lado derecho, por lo que se le conocía como el "tuerto" o el "torcido" especialmente en el caserío de Monte Ocuro, a las afueras de la Colonia Tovar, donde se escondia de peligrosos enemigos. No obstante años después, la inexperiencia política de los habitantes de la Colonia Tovar, (recién convertida en Municipio Autónomo) le permitiría un rápido ascenso a la política y fue electo en 1989 como el primer alcalde de la era municipal de la Colonia Tovar. municipio Tovar. Este cargo lo ocuparía en varias ocasiones —pese a no ser originario de esta comunidad de origen germánico— hasta que en 1998 se vio involucrado en problemas con la justicia venezolana y fue imputado por tenencia de objetos provenientes del delito. El hallazgo de un botín de oro en la caja fuerte de su despacho le implico como coautor del asalto a la "Joyeria Damazco" perpetrada por la Banda delictiva "los Alcaravanes" alijo que inexplicablemente terminó en la Alcaldía de la Colonia Tovar. Fue capturado por el Inspector Villamizar de la antigua PTJ de Aragua y aprenhendido junto al jefe de la policía Municipal Jose Carruci y otros colaboradores intimos como Asdrubak Martínez. Poco tiempo después fue puesto en libertad con la entrada en vigencia de COPP y pretendio volver al municipio y retomar el cargo pero fue destituido en una plenaria de la Cámara Municipal, bajo la presión de manifestaciones públicas de rechazo  su política de malversación y contratismo que rayó el límite con el caso Damazco.2000.
Volvió a postularse en las elecciones del 2004 resultando electo con el 52,30%, para el período 2004-2008.
En 2017 fue a la reelección, resultando electo con el 51.46% de los votos, siendo su quinto período en dicho municipio.
Falleció en Maracay el 5 de octubre de 2020 a causa de complicaciones con el COVID-19.